# ヴォルクタ

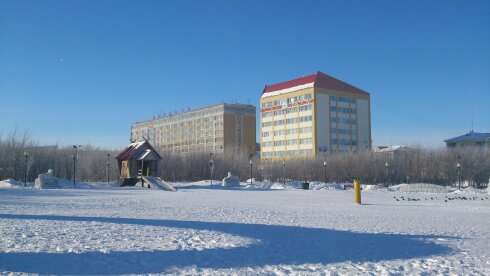
市役所

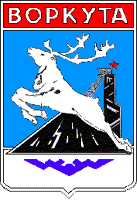
ヴォルクタ市市章

ヴォルクタ（ロシア語: Воркута, コミ語: Вӧркута, Vorkuta）はロシア連邦コミ共和国北部の都市。人口は5万6985人（2021年）。ヴォルクタ川に面する。コミ共和国の首都スィクティフカルから904km。
1932年にこの地に強制労働収容所（グラグ）がつくられ、囚人はこの地に豊富に産出する石炭の採掘に従事した。1941年に、ヴォルクタを通る、コノシャ・コトラス間の鉄道が開通した。1943年11月26日に都市として登録された。
ヴォルクタの強制労働収容所は、旧ソヴィエト連邦のヨーロッパ側では最大のもので、コトラスやペチョラ、イジュマ（現在のソスノゴルスク）などにあった収容所もここから管理されていた。
1953年に大規模な囚人の蜂起が発生したが、赤軍と内務人民委員部によって鎮圧された。ソヴィエト連邦内の強制労働収容所の多くは1950年代に廃止されたが、ヴォルクタの収容所の一部は1980年代まで機能していたと報告されている。
都市の基幹産業である炭鉱は、1990年代以降採算の悪化で中小の炭鉱を中心に閉鎖が相次ぎ、人口は減少傾向にある。

## 人口
| 人口     | 人口     | 人口     | 人口     | 人口     | 人口     | 人口     | 人口     | 人口     | 人口     |
| 1943     | 1959     | 1962     | 1967     | 1970     | 1973     | 1976     | 1979     | 1982     | 1986     |
| -------- | -------- | -------- | -------- | -------- | -------- | -------- | -------- | -------- | -------- |
| 7000     | ↗55 668  | ↗60 000  | ↗65 000  | ↗89 742  | ↗92 000  | ↗98 000  | ↗100 210 | ↗104 000 | ↗109 000 |
| 1987     | 1989     | 1991     | 1992     | 1993     | 1994     | 1996     | 1998     | 2000     | 2001     |
| ↗112 000 | ↗115 646 | ↗117 000 | ↘116 000 | ↘114 000 | ↘109 000 | ↘100 800 | ↘95 900  | ↘89 800  | ↘87 100  |
| 2002     | 2003     | 2005     | 2006     | 2007     | 2008     | 2009     | 2010     | 2011     | 2012     |
| ↘84 917  | ↘84 900  | ↘82 000  | ↘79 200  | ↘76 600  | ↘74 300  | ↘71 402  | ↘70 548  | ↘70 500  | ↘67 100  |
| 2013     | 2014     | 2015     | 2016     |          |          |          |          |          |          |
| ↘64 353  | ↘61 638  | ↘60 368  | ↘59 231  |          |          |          |          |          |          |